# Santa Maria la Fossa
Santa Maria la Fossa là một đô thị ở tỉnh Caserta trong vùng Campania của Ý, có vị trí cách khoảng 30 km về phía tây bắc của Naples and about 15 km về phía tây của Caserta. Tại thời điểm ngày 31 tháng 12 năm 2004, đô thị này có dân số 2.751 người và diện tích là 29,5 km².
Santa Maria la Fossa giáp các đô thị: Capua, Casal di Principe, Grazzanise, San Tammaro.

## Famous people
Italian footballer Attilio Lombardo is born in Santa Maria la Fossa.